# باول وليامز (منافس ألعاب قوى)
باول وليامز هو منافس ألعاب قوى كندي، ولد في 7 أغسطس 1956.

## وصلات خارجية
- بول وليامز على موقع الاتحاد الدولي لألعاب القوى (الإنجليزية)
- بول وليامز على موقع اللجنة الأولمبية الدولية (الإنجليزية)
- بول وليامز على موقع أوليمبيديا (الإنجليزية)
- بول وليامز على موقع اللجنة الأولمبية الكندية (الإنجليزية)
- بول وليامز على موقع اتحاد ألعاب الكومنولث (مؤرشف) (الإنجليزية)